# 전(傳) 고종 패옥
전고종패옥(傳高宗佩玉)은 고종황제가 사용하던 것으로 전해지는 패옥이다. 패옥은 왕·왕세자·왕세손·백관의 제복과 조복, 왕비·왕세자비·왕세손비의 적의를 입을 때 양옆에 느리는 것으로, 옥으로 만들었기 때문에 옥패 혹은 패옥이라고 한다. 우리 나라에서 패옥이 면복의 부속물로 사용된 것은 명으로부터 면복이 사여될 때 함께 들어오면서부터였다. 그러나 명의 면복 수용이 단절된 이후 면복의 형태가 한국화되면서 패옥의 형태도 변화되었다. 국조오례의서례에는 위에 형이 있고, 가운데 거와 우가 있고, 맨 밑에 충아가 있고, 충아 좌우에 쌍황과 쌍적이 있는데, 모두 민옥으로 되었다고 하였다. 
 본 문서에는 서울특별시에서 지식공유 프로젝트를 통해 퍼블릭 도메인으로 공개한 저작물을 기초로 작성된 내용이 포함되어 있습니다.